# Notropis bairdi
Notropis bairdi és una espècie de peix cipriniforme de la família dels ciprínids.

## Morfologia
Els mascles poden assolir els 8 cm de longitud total.

## Distribució geogràfica
Es troba a Nord-amèrica: des del sud-oest d'Arkansas fins a l'oest d'Oklahoma i el nord-oest de Texas (Estats Units).